# Moi Gómez
Moisés Gómez Bordonado (Rojales, Alicante, España, 23 de junio de 1994), conocido como Moi Gómez, es un futbolista español que juega de centrocampista en el Club Atlético Osasuna de la Primera División de España.

## Trayectoria
Inició su carrera en la escuela de fútbol del Club Deportivo Thader de Rojales y, posteriormente, pasó por la cantera del Alicante C. F. antes de unirse a las categorías inferiores del Villarreal C. F. El 30 de abril de 2011 debutó en Segunda División con el Villarreal C. F. "B" en un partido contra el Club Gimnàstic de Tarragona. El 28 de noviembre del mismo año jugó su primer encuentro en Primera División con el Villarreal al entrar como sustituto de Jonathan de Guzmán en la derrota por 2-1 ante el Málaga C. F. en el estadio La Rosaleda.
El 25 de febrero de 2012 marcó su primer gol como profesional con el Villarreal "B", con el que contribuyó a una victoria por 0-2 ante el C. D. Guadalajara en Segunda División. De cara a la temporada 2012-13 ascendió a la primera plantilla y consiguió un ascenso a Primera División. La siguiente temporada, ya en Primera, anotó su primer gol en la categoría en una victoria por 5-1 ante la Real Sociedad de Fútbol. En la campaña 2014-15 jugó treinta y un partidos, y anotó cuatro goles: dos dobletes frente al R. C. Celta de Vigo en la jornada 7 y ante la Real Sociedad, en la 14.
Durante la temporada 2015-16 fue cedido al Getafe C. F., con el que descendió a Segunda División. De cara a la campaña 2016-17 fue traspasado al Real Sporting de Gijón, donde cosechó un nuevo descenso de categoría. El 26 de enero de 2018 se confirmó su cesión a la S. D. Huesca hasta el final de la temporada 2017-18 y consiguió un ascenso a Primera División, tras lo cual se prolongó su préstamo al club durante una temporada más. El 18 de julio de 2019 se confirmó su regreso al Villarreal tras abonar 1,3 millones de euros al Sporting.
El 28 de julio de 2022 se marchó traspasado para las siguientes cinco temporadas por 1,8 millones de euros al C. A. Osasuna.

## Estadísticas

### Clubes
Actualizado al último partido disputado el 19 de agosto de 2025.
| Club                            | Div.          | Temporada     | Liga  | Liga  | Copas nacionales | Copas nacionales | Copas internacionales | Copas internacionales | Total | Total |
| Club                            | Div.          | Temporada     | Part. | Goles | Part.            | Goles            | Part.                 | Goles                 | Part. | Goles |
| ------------------------------- | ------------- | ------------- | ----- | ----- | ---------------- | ---------------- | --------------------- | --------------------- | ----- | ----- |
| Villarreal C. F. "B" · España   | 2.ª           | 2010-11       | 1     | 0     | —                | —                | —                     | —                     | 1     | 0     |
| Villarreal C. F. "B" · España   | 2.ª           | 2011-12       | 23    | 4     | —                | —                | —                     | —                     | 23    | 4     |
| Villarreal C. F. "B" · España   | 2.ª B         | 2012-13       | 4     | 0     | —                | —                | —                     | —                     | 4     | 0     |
| Villarreal C. F. "B" · España   | 2.ª B         | 2013-14       | 5     | 0     | —                | —                | —                     | —                     | 5     | 0     |
| Villarreal C. F. "B" · España   | Total club    | Total club    | 33    | 4     | 0                | 0                | 0                     | 0                     | 33    | 4     |
| Villarreal C. F. · España       | 1.ª           | 2011-12       | 2     | 0     | 0                | 0                | 0                     | 0                     | 2     | 0     |
| Villarreal C. F. · España       | 2.ª           | 2012-13       | 24    | 1     | 1                | 0                | —                     | —                     | 25    | 1     |
| Villarreal C. F. · España       | 1.ª           | 2013-14       | 19    | 2     | 4                | 0                | —                     | —                     | 23    | 2     |
| Villarreal C. F. · España       | 1.ª           | 2014-15       | 31    | 4     | 7                | 0                | 6                     | 0                     | 44    | 4     |
| Getafe C. F. · España           | 1.ª           | 2015-16       | 22    | 2     | 2                | 0                | —                     | —                     | 24    | 2     |
| Getafe C. F. · España           | Total club    | Total club    | 22    | 2     | 2                | 0                | 0                     | 0                     | 24    | 2     |
| Real Sporting de Gijón · España | 1.ª           | 2016-17       | 26    | 2     | 0                | 0                | —                     | —                     | 26    | 2     |
| Real Sporting de Gijón · España | 2.ª           | 2017-18       | 21    | 1     | 2                | 0                | —                     | —                     | 23    | 1     |
| Real Sporting de Gijón · España | Total club    | Total club    | 47    | 3     | 2                | 0                | 0                     | 0                     | 49    | 3     |
| S. D. Huesca · España           | 2.ª           | 2017-18       | 17    | 1     | —                | —                | —                     | —                     | 17    | 1     |
| S. D. Huesca · España           | 1.ª           | 2018-19       | 36    | 2     | 0                | 0                | —                     | —                     | 36    | 2     |
| S. D. Huesca · España           | Total club    | Total club    | 53    | 3     | 0                | 0                | 0                     | 0                     | 53    | 3     |
| Villarreal C. F. · España       | 1.ª           | 2019-20       | 37    | 5     | 4                | 0                | —                     | —                     | 41    | 5     |
| Villarreal C. F. · España       | 1.ª           | 2020-21       | 35    | 4     | 3                | 0                | 11                    | 0                     | 49    | 4     |
| Villarreal C. F. · España       | 1.ª           | 2021-22       | 29    | 2     | 2                | 1                | 7                     | 0                     | 38    | 3     |
| Villarreal C. F. · España       | Total club    | Total club    | 177   | 18    | 21               | 1                | 24                    | 0                     | 222   | 19    |
| C. A. Osasuna · España          | 1.ª           | 2022-23       | 33    | 3     | 5                | 0                | ―                     | ―                     | 38    | 3     |
| C. A. Osasuna · España          | 1.ª           | 2023-24       | 28    | 3     | 1                | 0                | 2                     | 0                     | 31    | 3     |
| C. A. Osasuna · España          | 1.ª           | 2024-25       | 26    | 0     | 2                | 1                | ―                     | ―                     | 28    | 1     |
| C. A. Osasuna · España          | 1.ª           | 2025-26       | 1     | 0     | 0                | 0                | 0                     | 0                     | 1     | 0     |
| C. A. Osasuna · España          | Total club    | Total club    | 88    | 6     | 8                | 1                | 2                     | 0                     | 98    | 7     |
| Total carrera                   | Total carrera | Total carrera | 420   | 36    | 33               | 2                | 26                    | 0                     | 479   | 38    |
| 1. 2.                           |               |               |       |       |                  |                  |                       |                       |       |       |

## Palmarés

### Campeonatos internacionales
| Título                 | Club             | Sede   | Año  |
| ---------------------- | ---------------- | ------ | ---- |
| Liga Europa de la UEFA | Villarreal C. F. | Gdansk | 2021 |

### Distinciones individuales
| Distinción                    | Año  |
| ----------------------------- | ---- |
| Once de plata de Fútbol Draft | 2014 |
| Once de plata de Fútbol Draft | 2015 |